# Dolní Krupá (kraj Wysoczyna)
Dolní Krupá – miasteczko i gmina w Czechach, w powiecie Havlíčkův Brod, w kraju Wysoczyna.
1 stycznia 2017 gminę zamieszkiwało 420 osób, a ich średni wiek wynosił 39,6 roku.